# Anta (Espinho)
Anta – miejscowość w Portugalii, zlokalizowana w gminie Espinho, od 1993 roku ma status miasta.